# Parramatta Eagles FC
Parramatta Eagles FC är en fotbollsklubb från Sydney i Australien. Klubben spelade tidigare i den numera nerlagda nationella australiska proffsligan National Soccer League (NSL). Totalt spelade de sju säsonger i NSL mellan 1984 och 1995.